# SHIE CHAN
SHIE CHAN（シーチャン）は日本のB-Girl。ダンスインストラクター。関西のBREAK CREW「AIR REAL」所属。

## 概要
活動の中心である関西だけにとどまらず、日本全国の大会やイベントに参加。また、世界各国を飛び回って活躍しており、日本のB-Girl界の発展の第一人者となっている。

## 略歴
- 1997年「4 STEP SET」結成
- 2001年「4 STEP SET」解散
- 2002年「京都B-BOY CREW」加入
- 2003年「凛Freaks」結成
- 2003年12月「The Showオールジャンルsolo battle」best 4
- 2004年「Air Real」加入
- 2004年3月 OLD SCHOOL NIGHT VOL.6 BREAK TEAM BATTLE BEST8
- 2004年4月「石川FAST SIDE 2on2 battle」優勝
- 2004年5月 Be.b-boy BEST16
- 2004年7月 BATTLE OF THE YEAR 2004 JAPAN準優勝
- 2004年9月「UK CHAMPION SHIP JAPAN」優勝
- 2004年10月 UK B-BOY CHAMPIONSHIP FINAL BEST4
- 2005年7月 Be.b-boy BEST16
- 2008年6月 STYLE JUNCTION出場(QWEEN OF QWEENZ)
- 2008年6月 The International Breakdance Event (IBE) B-GIRL BATTLE　優勝
- 2008年7月 WE B☆GIRLZ JAPAN 優勝

## 作品
DVD
- QUEEN BEE 2007年2月